# 전기중력학
전기중력학(Electrogravitics)은 니콜라 테슬라의 작업에 기초한 연구 주제이다. 이 가설은 토마스 타운젠트 브라운에 의해 발전되었다.
이 용어는 1956년부터 널리 사용되었다. 전기중력의 효과는 잘 알려진 자기 유체 동력학(magneto-hydrodynamics)에 대응되는 전기 유체 동력학(electro-fluid-dynamics)에서 더욱 널리 연구되었다.
전기운동학은 전기적으로 발생된 추진력을 얻기 위해 브라운이 사용한 용어이다. 프랜 드 아키노(Fran De Aquino)는 전기중력 효과의 원인과 적절한 고정을 설명하는 계산을 출판하였다.

## 비펠드-브라운 효과
토마스 타운젠트 브라운의 가설에 기초한 연구는 전기중력학이 비행기나 우주선의 추진의 수단으로 사용될 수 있다는 아이디어를 포함하고 있다.
분야는 1950년대 중반에서부터 인기가 있었지만 그 후로는 빠르게 시들었다. 한때, 글렌 L. 마틴 사는 중력에 관심이 있는 과학자를 찾는 광고를 설치하였다.
전기중력의 과정은 전기장을 사용하여 물체를 하전시키고 중력 효과를 일으킨다. 정전기 부양은 예를 들어서 로버트 밀리컨의 기름 방울 실험에 사용되었고 스탠포드 대학의 중력 탐사선 B의 발사 시에 자이로스코프를 달기 위해 사용되었다.
언쇼 정리에 때문에 고전적인 정전기 장의 정적인 배열이 물체를 안정적으로 부양하기 위해 사용될 수 없었다. 두 전기장이 소멸하는 위치가 있지만 불안정하다. 그러나 위치 안에 물체를 잡기 위해 전기장을 동적으로 변화시키는 것을 사용할 수 있다. 달위에서 광전 효과는 달의 표면위의 근원에서 먼지 유동의 대기를 현성하는 표면위의 먼지의 얇은 층을 하전시킨다.
비펠드 브라운(Biefeld–Brown)효과는 토마스 타운젠트 브라운(Thomas Townsend Brown, USA)과 폴 알프레드 비필드(Paul Alfred Biefeld, CH)박사에 의해 발견되어 1950년대와 1960년대에 연구되었는데 중력 제어 추진 연구가 공공연하던 시기 동안 이 전기 추진 효과의 사용에 관한 것이였다.
1964년 동안 메이저 드 세버스키(Major De Seversky)는 사실, 미국 특허 내의 그의 관력 작업을 많이 발표하였는데 이들 장치에 관한 임의의 가능한 오해를 미리 막을 목표였으며, 이렇게 나는 기계를 이오노크래프트(ionocraft)라 명명하였다. 그 다음의 여러 해 동안 많은 약속하는 개념이 포기되었고 기술적인 한계로 인해 잊혀졌다. 그러나 동시에 과학은 EHD 영역에서 크게 진보하였다. 효과는 단지 근래에 다시 인기 있게 되었고 그러한 나는 장치가 이제 EHD 추진체로 알려져 있다. 이 효과에 의해 부상된 단순한 독무대 판이 가끔 리프터라 불린다.
바이런 프레이스(Byron Preiss)와 같은 이들은 전기중력학 개발을 물리를 충분히 모르는 엔지니어들에 의해 시작된 아무것도 아닌 것에 관한 많은 이별로 고려하였다. 프레이스는 전기중력이 확장된 생물학(exobiology)과 같이 그의 의견에 연구를 위한 하나의 샘플(시편)도 없는 과학이다라고 말하였다.
이것은 보통 리프터라 알려진 이오노크래프트 장치와 그들의 개발을 무시하였다. 이들 전기유체 동력학 장치는 공기 내에 스러스트를 생성하는데 움직이는 부품 없이 전기 에너지를 사용한다. 폴 라비이올렛은 계속 브라운의 가설과 그에서 유도된 아이디어를 주도하고 출판한다.